# Градский, Александр Борисович
Алекса́ндр Бори́сович Гра́дский (при рождении Фра́дкин; 3 ноября 1949, Копейск, Челябинская область, СССР — 28 ноября 2021, Москва, Россия) — советский и российский певец, мультиинструменталист, автор песен, поэт, композитор; народный артист Российской Федерации (1999), народный артист Приднестровской Молдавской Республики (2014), лауреат Государственной премии Российской Федерации (1999). Один из основоположников русского рока.
В 1991 году основал московский музыкальный театр «Градский Холл» и до своей смерти являлся его первым художественным руководителем.

## Биография

### Детство
Родился 3 ноября 1949 года в Копейске Челябинской области. Отец — Борис Абрамович Фрадкин (1926—2013), инженер-механик, уроженец Харькова, эвакуированный с родителями в Челябинск в 1941 году. В 1957 году семья переехала в Москву. Большое влияние на развитие будущего музыканта оказала его мать, выпускница ГИТИСа Тамара Павловна Градская (1928—1963). До 14 лет носил фамилию отца (Фрадкин), фамилия Градский была взята сразу после смерти матери в 1963 году в память о ней. Несколько лет жил у бабушки Градской (Павловой) Марии Ивановны в деревне Расторгуево Ленинского района Московской области. Среди источников вдохновения — русская народная музыка, Элвис Пресли, Билл Хейли, The Beatles, Чеслав Немен, Клавдия Шульженко, Марк Бернес, Леонид Утёсов, в числе любимых групп также называл The Doors, Jethro Tull, Pink Floyd, Grateful Dead, The Police.

### Советский период

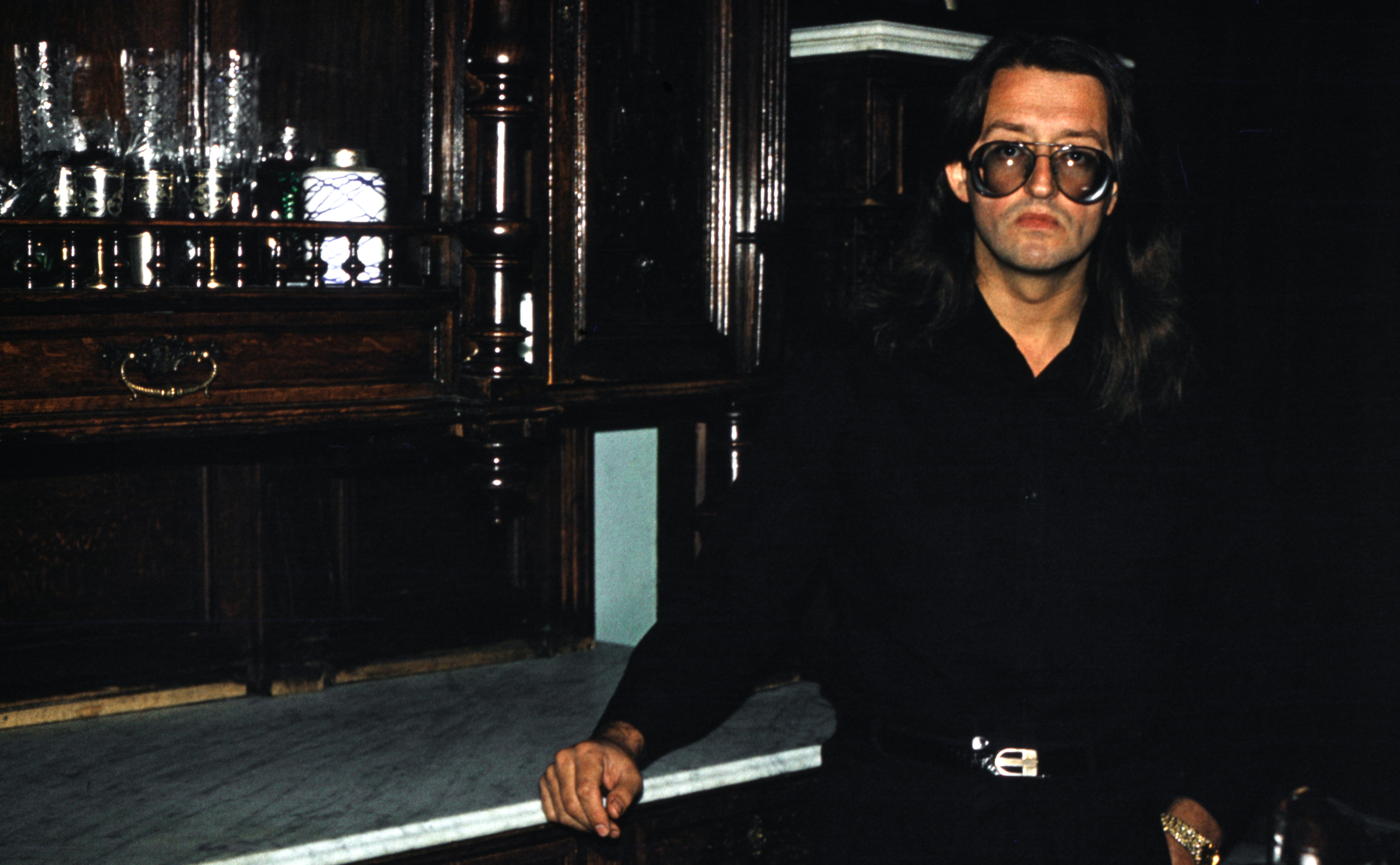
В своей квартире, 1989 год

Окончил детскую музыкальную школу имени Дунаевского по классу скрипки (1967). Выпускник факультета академического пения ГМПИ им. Гнесиных (1974). Обучался в Московской консерватории по классу композиции у Т. Н. Хренникова (1976—1977)
В декабре 1963 года вошёл в состав группы «Тараканы», состоявшей из польских студентов МГУ, в составе которой исполнял песни Элвиса Пресли и твист Арно Бабаджаняна «Лучший город земли». Основатель третьей по времени создания (после «Братьев» и «Сокола») советской рок-группы «Славяне» (1965) и принёсшей ему наибольшую популярность — «Скоморохи» (1966), в составе которой занял 1-е место на фестивале «Серебряные струны» в 1971 году. Также принимал участие в группах «Лос Панчос», «Скифы». В 1967 году, в связи с созданием ВИА «Современник», в течение 2-х месяцев временно работал на должности саксофониста в Донецкой филармонии. С августа 1970 по апрель 1971 года работал в ансамбле «Весёлые ребята» (вокал, гитара). Сотрудничал с композитором Давидом Тухмановым, который впоследствии пригласил его спеть несколько композиций для альбома «Как прекрасен мир», выпущенного в 1972 году.
В начале 1970-х годов режиссёр Андрей Михалков-Кончаловский начинал свою работу над фильмом «Романс о влюблённых». Композитором «Романса о влюблённых» должен был стать Мурад Кажлаев, но он отказался. Тогда Аркадий Петров предложил кандидатуру Градского. Градский в этом фильме не только сочинял музыку, но и исполнял вокальные партии. Вышедший в 1974 году фильм имел значительный успех и принёс известность создателю музыки к фильму. В 1975 году лондонский журнал Music Week (одно из изданий Billboard Publications Inc., освещавшее новости музыкальной индустрии) объявил новую премию Music Week Star Of The Year Award для лучших музыкантов года европейских стран; «Звездой года» за 1974 год от СССР был назван Александр Градский. Сочинял стихи к некоторым своим песням.
В 1976 году записал песню Александры Пахмутовой и Николая Добронравова «Как молоды мы были», написанную для фильма «Моя любовь на третьем курсе» режиссёра Юрия Борецкого. Песня стала лауреатом фестиваля «Песня-77» и до последнего дня была «визитной карточкой» певца. В том же году выступил на эстрадном конкурсе «Братиславская лира».
В 1977 году выступил композитором и исполнителем звуковой дорожки к мультфильму «Принцесса и Людоед». Автор рок-оперы «Стадион» (памяти Виктора Хары) (1985), над которой Градский работал более 10 лет; роли в этой опере исполняли известные певцы и актёры Советского Союза: Алла Пугачёва, Иосиф Кобзон, Елена Камбурова, Андрей Макаревич, Андрей Миронов, Михаил Боярский и другие.
В 1980 году, после смерти Владимира Высоцкого, посвящает ему композицию «Песня о друге» и возвращается к написанию стихов и созданию песен на социальную тему. К середине 1980-х Градский сформировал сольную программу в стилистике «автор-исполнитель» с собственными остросатирическими произведениями («Антиперестроечный блюз», «Песня о телевидении», «Южная прощальная»). В декабре 1983 года, после концерта в ДК им. Русакова (на котором Градский экстренно заменял Бориса Гребенщикова), певец был вызван на разговор с сотрудниками КГБ и получил выговор по линии Москонцерта.
Участвовал в организации ряда советских рок-фестивалей, таких как «Рок-панорама»; принимал участие в концерте в поддержку ликвидаторов аварии на Чернобыльской АЭС. Ведущий радиопрограммы «Хит-парад Александра Градского», в которой было представлено около 107 артистов разных жанров. С 1987 года — член Союза композиторов.
В 1988 году исполнил партию Звездочёта в опере Римского-Корсакова «Золотой петушок» в спектакле Большого театра (дирижёр — Евгений Светланов). В том же году впервые смог поехать за границу (в США), приняв участие в симпозиуме Теда Тёрнера «Choices for the Future». Выступал в совместных проектах и концертах с Лайзой Миннелли, Шарлем Азнавуром, Джоном Денвером, Крисом Кристофферсоном, Дайон Уорвик, Сэмми Дэвисом, Grateful Dead, Синди Петерс в США, Германии, Испании, Греции, Швеции.
В 1990 году, после одного из совместных с Джоном Денвером концертов в Японии, Градский получил контракт с Victor Entertainment — ведущей японской фирмой. Выпустил под её маркой два компакт-диска (Metamorphoses и The Fruits From The Cemetery) и дал несколько концертов в Японии с разнообразным репертуаром, начиная с собственных песен на русском языке и кончая западными хитами и японскими классическими романсами.
Три его первых в СССР рок-балета («Человек», «Распутин» и «Еврейская баллада») поставил Киевский театр балета (балетмейстер Г. Ковтун), а два последних — Театр балета на льду (худрук И. Бобрин).

### В постсоветской России

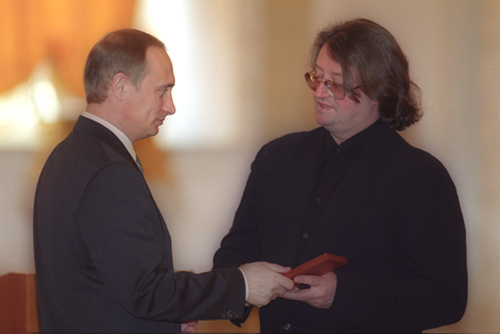
Президент России Владимир Путин поздравляет Александра Градского с присвоением звания народного артиста России, 2000 год

Автор музыки более чем к 40 художественным фильмам, нескольким десяткам документальных и мультипликационных фильмов. Выпустил более 18 долгоиграющих дисков, автор нескольких рок-опер и рок-балетов, множества песен. Работал заместителем председателя Союза композиторов Москвы.
Участвовал в телепрограммах «Пресс-клуб», «Час пик», «Рок-урок», «Белый попугай», «Акулы пера». При этом выступал с критикой отечественного телевидения в целом, сравнивая свои наблюдения с позицией «художника-естествоиспытателя».
Позиционировал себя как маргинал, к соратникам по цеху был требователен, журналистов не привечал (по утверждению Евгения Додолева, именно Градский запустил в СМИ слова «совок» и «журналюга») — делал друзьями, либо не общался.
О явлении русского рока отзывался критически; неоднократно заявлял, что его «не случилось», делая акцент на низком профессиональном уровне исполнителей и проводя параллели с «блатняком».
В 2009 году Александр Градский выпустил оперу «Мастер и Маргарита». На сцене опера поставлена не была, существует в виде единственной аудиозаписи 2009 года, не поступавшей в широкую продажу и выполненной со звёздным составом: в записи принимали участие известнейшие российские артисты и друзья Градского Елена Минина, Николай Фоменко, Андрей Макаревич, Андрей Лефлер, Иосиф Кобзон, Любовь Казарновская, Владимир Зельдин, Григорий Лепс, Алексей Петренко, Валерий Золотухин, Александр Розенбаум, Лолита Милявская, Аркадий Арканов и многие другие. Одна из партий составлена из фрагментов фонограмм с голосом Георгия Милляра.
В 2011 году вышел альбом «Неформат».
В 2013 году вышла первая книга о музыканте «Александр Градский. The Голос».
В 2014 году открыл в Москве собственный музыкальный театр «Градский Холл», строительство которого шло более 20 лет. На данный момент все концерты и постановки пользуются у зрителей успехом. Труппа театра состоит, в основном, из участников шоу «Голос», однако Градский нередко приглашал в театр лучших артистов страны представить сольные программы.
В 2019 году в издательстве «АСТ» вышла книга «Александр Градский. Гранд российской музыки», в которой своими впечатлениями от творчества музыканта поделились Евгений Евтушенко, Андрей Кнышев, Андрей Макаревич, Владимир Матецкий и другие коллеги.

### Телепроект «Голос»
«Талантам надо помогать, бездарности пробьются сами».
В 2012—2014 годах принимал участие в телепроекте «Голос» на Первом канале в качестве наставника вместе с Димой Биланом, Пелагеей и Леонидом Агутиным. При этом в первых трёх сезонах программы побеждали участники его команды — Дина Гарипова, Сергей Волчков и Александра Воробьёва.
В 2015 году снова занял место наставника в четвёртом сезоне, на этот раз был в компании с Бастой, Полиной Гагариной и Григорием Лепсом. Его подопечный, Михаил Озеров, в финале занял второе место. В качестве советника на шоу приглашал свою дочь Машу.
В 2017 году вновь стал наставником в «Голосе», в проект вернулся «Золотой состав» (Градский, Билан, Пелагея, Агутин). Его подопечный Селим Алахяров занял первое место.
В 2021 году вернулся в юбилейный сезон «Голоса» вместе с Димой Биланом, Пелагеей и Леонидом Агутиным. Последний эфир с участием Градского вышел 10 декабря на этапе нокаутов. Участник его команды — Алишер Каримов — занял второе место в финале.

### Смерть и похороны
26 ноября 2021 года был экстренно госпитализирован в одну из московских клиник с подозрением на инсульт, попал в реанимацию, а 28 ноября в 02:10 по московскому времени скончался на 73-м году жизни от ишемического инсульта, не приходя в сознание.
Церемония прощания состоялась 1 декабря 2021 года в театре «Градский Холл». Похоронен в Москве на 56-м участке Ваганьковского кладбища. 22 октября 2024 года на могиле музыканта и певца открыт памятник.

## Семья
Мать — Тамара Павловна Градская (1928—1963), окончила ГИТИС (курс Н. Плотникова), актриса, затем литсотрудник журнала «Театральная жизнь».
Отец — Борис Абрамович Фрадкин (1926—2013), окончил Московский автомеханический институт, инженер-механик. В 1941 году пятнадцатилетним подростком был эвакуирован из Харькова в Челябинск с родителями Абрамом Семёновичем Фрадкиным (1893—?), референтом, и Розалией Ильиничной Фрадкиной (урождённая Чверткина, 1895—1996), машинисткой. Розалию Ильиничну Фрадкину, которая до конца 1980-х годов жила с семьёй Александра Градского, его друзья-музыканты называли «бабушкой русского рок-н-ролла».
Дядя — Борис Павлович Градский (брат матери), солист ансамбля Игоря Моисеева, танцор, играл на баяне, сочинял пьесы для баяна, скончался в 2002 году.

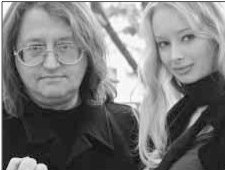
Александр Градский с Мариной Коташенко (2005 год)

Александр Градский был женат четыре раза:
- Первая жена — Наталья Михайловна Градская. Свой первый брак называл «молодёжным поступком»[84].
- Вторая жена — Анастасия Вертинская (род. 1944), актриса. Были в браке с 1976 по 1980 год, хотя расстались ещё в 1978 году[85].
- Третья жена — Ольга Семёновна Градская (урождённая Фартышева). Были женаты с 1980 по 2001 год. Двое детей: сын Даниил Градский (род. 30 марта 1981), бизнесмен, музыкант; дочь Мария Градская (род. 14 января 1986)[85], окончила МГУ, телеведущая и арт-менеджер.
- Четвёртая жена — Марина Коташенко (род. 22 ноября 1984[86]), поженились в 2021 году[87] (с 2003 по 2021 год проживали без регистрации брака), актриса, в 2009 году окончила ВГИК[86][88]. Сыновья Александр (род. 2014)[86][89], Иван (род. 2018)[90].

## Дискография

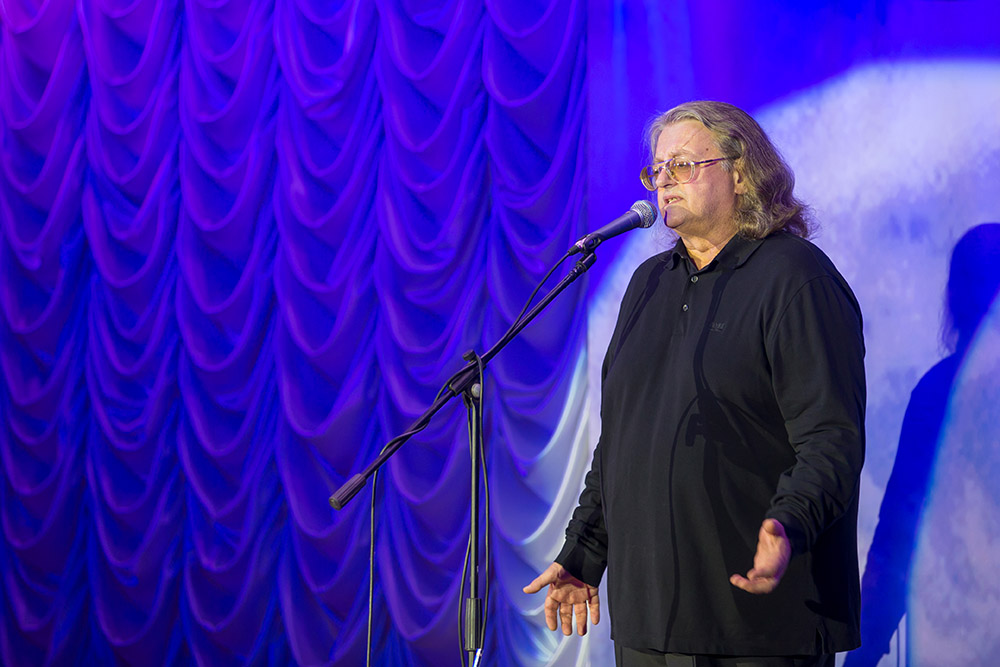
Александр Градский в 2014 году на концерте в Тирасполе

Студийные альбомы и миньоны
| Выпущено | Записано  | Название                                          | Примечание |
| -------- | --------- | ------------------------------------------------- | --- |
| 1973     | 1969—1972 | Поёт Александр Градский                           | стихи Р. Бёрнса, Н. Асеева, А. Градского, В. Сауткина на музыку А. Градского                                                                                     |
| 1974     | 1973      | Романс о влюблённых                               | стихи Н. Кончаловской, Б. Окуджавы, А. Градского, Н. Глазкова на музыку А. Градского к фильму «Романс о влюблённых»                                              |
| 1976     | 1976      | Песни из кинофильма «Солнце, снова солнце»        | Мелодия — Г62—05819-20 |
| 1976     | 1976      | Песни из кинофильма «Моя любовь на третьем курсе» | Мелодия — Г62-06011-2 |
| 1978     | 1971—1974 | Александр Градский и ансамбль «Скоморохи»         | стихи Р. Бёрнса, В. Шекспира и А. Вознесенского на музыку А. Градского                                                                                           |
| 1979     | 1972      | Элтон Джон / Александр Градский                   | композиция «Только ты верь мне» |
| 1980     | 1976—1978 | Русские песни                                     | вокальная сюита на тему русских народных песен, музыка, стихи и аранжировка А. Градского                                                                         |
| 1984     | 1981      | Сама жизнь                                        | вокальная сюита на стихи Поля Элюара, музыка А. Градского |
| 1985     | 1983—1985 | Стадион                                           | рок-опера в двух действиях и четырёх картинах, либретто и стихи М. Пушкиной и А. Градского, музыка А. Градского                                                  |
| 1986     | 1982      | Звезда полей                                      | вокальная сюита на стихи Николая Рубцова, музыка А. Градского |
| 1987     | 1980      | Сатиры                                            | вокальная сюита на стихи Саши Чёрного, музыка А. Градского |
| 1987     | 1985—1986 | Давайте начнём                                    | музыка А. Градского и Д. Денвера, стихи Д. Денвера и С. Тисдейл издан в 1986 году в Северной Америке под именем «Let Us Begin (What Are We Making Weapons For?)» |
| 1987     | 1979      | Утопия Александра Градского                       | вокальная сюита на стихи Р. Бёрнса, П. Шелли, П. Беранже, музыка А. Градского                                                                                    |
| 1987     | 1971—1974 | Размышления шута                                  | вокальная сюита на стихи В. Шекспира, Р. Бёрнса, Н. Асеева, А. Вознесенского, А. Градского, В. Сауткина, музыка А. Градского                                     |
| 1988     | 1983      | Флейта и рояль                                    | вокальная сюита на стихи В. Маяковского и Б. Пастернака, музыка А. Градского                                                                                     |
| 1988     | 1984      | Ностальгия                                        | вокальная сюита на стихи Владимира Набокова, музыка А. Градского                                                                                                 |
| 1988     | 1986      | Человек                                           | рок-балет, либретто А. Градского по Р. Киплингу |
| 1989     | 1987      | Монте-Кристо                                      | стихи и музыка А. Градского к фильму «Узник замка Иф» |
| 1989     | 1979—1987 | Концерт-сюита                                     | стихи и музыка А. Градского |
| 1990     | 1990      | Экспедиция                                        | стихи и музыка А. Градского |
| 1991     | 1991      | Metamorphoses                                     | |
| 1994     | 1990      | Несвоевременные песни                             | |
| 1994     | 1991      | Фрукты с кладбища                                 | 1995 — The fruits from the cemetery |
| 2003     | 2003      | Хрестоматия                                       | стихи А. Градского, Н. Олейникова, Д. Леннона, П. Маккартни, В. Блейка на музыку А. Градского, Т. Вейца, А. Джексона, К. Брукса, Д. Кука, Р. Данн, С. Уандера    |
| 2003     | 2003      | Песни для Иры                                     | стихи А. Градского, В. Блейка, Н. Олейникова на музыку А. Градского, А. Джексона, К. Брукса, Д. Кука, Р. Данн                                                    |
| 2009     | 1979—2009 | Мастер и Маргарита                                | рок-опера в двух действиях и четырёх картинах, либретто А. Градского по роману М. Булгакова, стихи и музыка А. Градского                                         |
| 2011     | 2010—2011 | Неформат                                          | |
| 2014     | 2010—2011 | Романсы                                           | |

Концертные альбомы и видео
- 1996 — ЖИВьЁМ в «России» (запись 17 марта 1995 года в ГКЗ «Россия», г. Москва)
- 2000 — ЖИВьЁМ в «России» — 2 (запись 3 ноября 1999 года в ГКЗ «Россия», г. Москва)
- 2004 — ЖИВьЁМ в «России» — 2. Юбилейный видеоконцерт (запись 3 ноября 1999 года в ГКЗ «Россия», г. Москва)
- 2010 — ЖИВьЁМ в «России». Юбилейный видеоконцерт (запись 17 марта 1995 года в ГКЗ «Россия», г. Москва)
- 2010 — Антиперестроечный блюз (запись фильма-концерта 1990 г.)
- 2014 — Концерт-2010 (запись 28 ноября 2010 года в «Крокус Сити Холл», г. Москва)

Сборники
- 1996 — Золотое старьё (записи 1971—1987 гг.)
- 1997 — Легенды русского рока. Александр Градский и группа «Скоморохи»
- 1998 — Коллекция (бокс-сет, 13 CD)[92]
- 2011 — «Избранное» Александра Градского

Приглашённый исполнитель
- 1972: Давид Тухманов — Как прекрасен мир (песни: «Джоконда», «Жил-был я»)
- 1974: «Свой среди чужих, чужой среди своих» («Песня о корабле»)
- 1976: «Маша и Витя против Диких Гитар» (песни: «Дикие Гитары», «Песня Кащея»)[93]
- 1981: Александра Пахмутова — Птица счастья (песни: «Нам не жить друг без друга», «Мне с детства снилась высота»)[94]

### Некоторые песни из репертуара

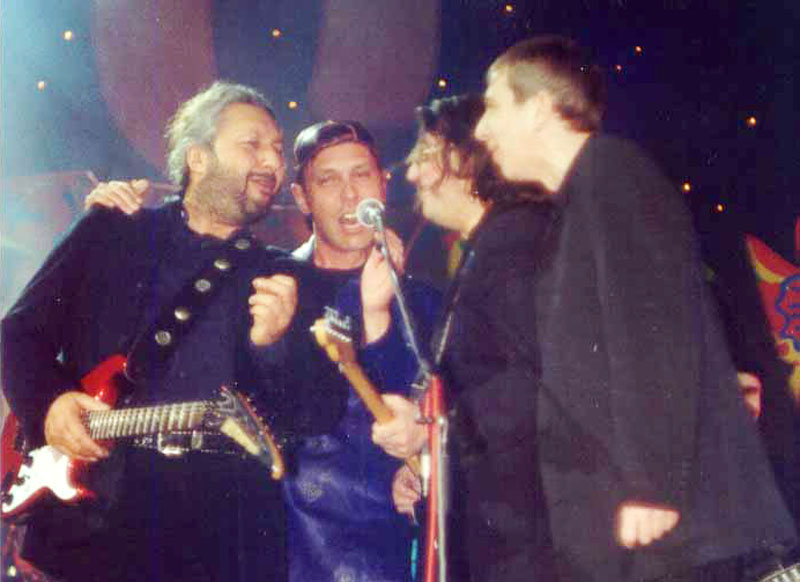
Юбилейный концерт гр. «Цветы», 2001 год. Слева направо: С. Намин, Н. Носков, А. Градский, А. Романов

- «Антиперестроечный блюз» (муз. и сл. А. Градского)
- «Баллада о рыбацком посёлке Аю» (Ю. Саульский — Е. Евтушенко) из к/ф «Солнце, снова солнце»
- «Бог Рок-Н-Ролла» («Эпитафия», муз. и сл. А. Градского)
- «Будет ласковый дождь» (сл. С. Тисдейл, пер. Л. Жданова)
- «Вальс» (От этого) (муз. и сл. А. Градского)
- «Возвращение» (сл. Б. Окуджавы) из к/ф «Романс о влюблённых»
- «В полях под снегом и дождём» (сл. Р. Бёрнса, пер. С. Маршака)
- «В твоих глазах» (сл. Н. Рубцова) из вокальной сюиты «Звезда полей»
- «Выхожу один я на дорогу» (Е. Шашина — М. Лермонтов) Романс
- «Гори, гори, моя звезда» (П. Булахов — В. Чуевский) Романс
- «Давайте начнём» (муз. и сл. Дж. Денвера) — исп. Александр Градский (на английском языке)
- «Двойник» (муз. и сл. А. Градского)
- «До конца, до тихого креста» (сл. Н. Рубцова) из вокальной сюиты «Звезда полей»
- «Дорожная» (сл. Н. Рубцова) из вокальной сюиты «Звезда полей»
- «Джоконда» (Д. Тухманов — Т. Сашко)
- «Жёлтый дом» (сл. С. Чёрного) из вокальной сюиты «Сатиры»
- «Жил-был я» (Д. Тухманов — С. Кирсанов)
- «Звезда полей» (сл. Н. Рубцова) из одноимённой вокальной сюиты
- «Зимнее утро» (сл. Б. Пастернака)
- «Зимняя ночь» («Мело, мело…») (сл. Б. Пастернака)
- «Как молоды мы были» (А. Пахмутова — Н. Добронравов) из к/ф «Моя любовь на третьем курсе»
- «Колыбельная» (сл. Н. Кончаловской) из к/ф «Романс о влюблённых»
- «К России» («Отвяжись, я тебя умоляю!») (сл. В. Набокова)
- «К стеклу прильнув лицом…» (сл. П. Элюара)
- «Ламентации» (сл. Саши Чёрного) из вокальной сюиты «Сатиры»
- «Ливни на море (блюз)» (муз. T. Waits, сл. А. Градского)
- «Любимая, спи» (муз. Э. Колмановского сл. Е. Евтушенко)
- «Любовь» (сл. Б. Окуджавы) из к/ф «Романс о влюблённых»
- «Мне с детства снилась высота» (А. Пахмутова — Н. Добронравов) из к/ф «О спорт, — ты мир!»
- «Молитва» (сл. С. Чёрного) из вокальной сюиты «Сатиры»
- «Монолог батона за 28 копеек из муки высшего сорта» (муз. и сл. А. Градского)
- «Мы налили красного вина» (муз. и сл. А. Градского)
- «Мы не ждали перемен» (муз. и сл. А. Градского)
- «Нам не жить друг без друга» (А. Пахмутова — Н. Добронравов) из к/ф «О спорт, ты — мир!»
- «Наш старый дом» (сл. Р. Бёрнса, пер. С. Маршака)
- «Не пой, красавица, при мне» (С. Рахманинов — А. Пушкин) Романс
- «Ничей» (Ю. Саульский — Е. Евтушенко) из к/ф «Солнце, снова солнце»
- «Ничто в полюшке» (русская народная)
- «Ночная песня пьяницы» (сл. Саши Чёрного) из вокальной сюиты «Сатиры»
- «Ночное» (сл. Н. Рубцова) из вокальной сюиты «Звезда полей»
- «Обстановочка» («Ревёт сынок. Побит за двойку с плюсом…») (сл. Саши Чёрного) из вокальной сюиты «Сатиры»
- «О собаках» (сл. Н. Рубцова) из вокальной сюиты «Звезда полей»
- «Памяти поэта» (о В. С. Высоцком) (муз. и сл. А. Градского)
- «Песня о дельфинах» (Ю. Саульский — Е. Евтушенко) из к/ф «Солнце, снова солнце»
- «Песня о друге» (муз. и сл. А. Градского)
- «Песня о дружбе» (сл. Б. Окуджавы) из к/ф «Романс о влюблённых»
- «Песня о золоте» (муз. и сл. А. Градского) из к/ф «Узник замка Иф»
- «Песня о корабле» или «Дедовская лодка» (Э. Артемьев — Н. Кончаловская) из к/ф «Свой среди чужих, чужой среди своих»
- «Песня о матери» (сл. Н. Кончаловской) из к/ф «Романс о влюблённых»
- «Песня о маятнике» (муз. и сл. А. Градского) из к/ф «В августе 44-го…»
- «Песня о свободе» (муз. и сл. А. Градского) из к/ф «Узник замка Иф»
- «Песня о „сумасшедших“» (муз. и сл. А. Градского) из к/ф «Узник замка Иф»
- «Песня о Монте-Кристо» (муз. и сл. А. Градского) из к/ф «Узник замка Иф»
- «Прощай» (муз. и сл. А. Градского) из к/ф «Узник замка Иф»
- «Песня о птицах» (сл. Н. Глазкова) из к/ф «Романс о влюблённых»
- «Песня о совести» (Ю. Саульский — Е. Евтушенко) из к/ф «Солнце, снова солнце»
- «Песня, похожая на все песни» (муз. и сл. А. Градского)
- «Песня шута» (сл. Р. Бёрнса, пер. С. Маршака)
- «Подруга угольщика» (сл. Р. Бёрнса, пер. С. Маршака)
- «Под сурдинку» («Хочу отдохнуть от сатиры») (сл. Саши Чёрного) из вокальной сюиты «Сатиры»
- «Потомки» (сл. Саши Чёрного) из вокальной сюиты «Сатиры»
- «Синий лес» (муз. и сл. А. Градского)
- «Скоморохи» (сл. В. Сауткина)
- «Сонет» (Е. Крылатов — А. Градский)
- «Спортивная» — песня про Олимпиаду в Сочи 2014
- «Театр» (сл. С. Чёрного) из вокальной сюиты «Сатиры»
- «Только раз бывает в жизни встреча» (Б. Фомин — П. Герман) Романс
- «Фото со мной и с тобой» (муз. и сл. А. Градского)
- «Южная прощальная» (муз. и сл. А. Градского)
- «Я — Гойя» (сл. А. Вознесенского)
- «Яростный стройотряд» (А. Пахмутова — Н. Добронравов) из к/ф «Моя любовь на третьем курсе»
- «Я умру в крещенские морозы» (сл. Н. Рубцова) из вокальной сюиты «Звезда полей»
- «Замыкая круг» (К. Кельми — М. Пушкина) — исп. в группе рок-музыкантов (Крис Кельми, Юрий Горьков, Константин Никольский, Александр Ситковецкий, Виталий Дубинин, Сергей Минаев, Ованес Мелик-Пашаев, Андрей Макаревич, Александр Монин, Григорий Безуглый, Евгений Маргулис, Марина Капуро, Павел Смеян, Жанна Агузарова, Анатолий Алёшин, Андрей Давидян, Валерий Сюткин, Юрий Давыдов, Александр Иванов, Александр Кутиков, Дмитрий Варшавский, Артур Беркут)

## Рок-оперы

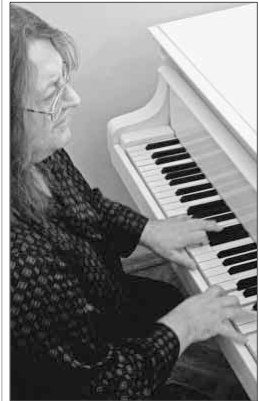

- 1967—1969 — Муха-Цокотуха
- 1973—1985 — Стадион
- 1979—2009 — Мастер и Маргарита

## Балеты
- 1985—1988 год — «Человек»
- 1987—1990 — «Распутин»
- 1988—1990 — «Еврейская баллада»

## Фильмография

### Роли в кино
- 1972 — Визит вежливости — эпизод
- 1975 — Концерт для двух скрипок — певец
- 1979 — В песне жизнь моя… Александра Пахмутова — «Яростный стройотряд»
- 1979 — Камертон — камео
- 1991 — Гений — камео
- 2000 — Бандитский Петербург. Фильм 1. Барон — эпизод

### Вокальные партии
- 1974 — Свой среди чужих, чужой среди своих
- 1974 — Романс о влюблённых
- 1975 — Концерт для двух скрипок
- 1976 — Солнце, снова солнце
- 1976 — Песни под облаками
- 1976 — Моя любовь на третьем курсе
- 1976 — Голубой щенок (мультфильм) — Моряк / Рыба-пила
- 1977 — Легенда о старом маяке (мультфильм)
- 1977 — Принцесса и Людоед (мультфильм)
- 1978 — Догони-ветер (мультфильм)
- 1978 — Поговорим, брат…
- 1979 — С любимыми не расставайтесь
- 1980 — О спорт, ты — мир!
- 1986 — Жизнь Клима Самгина
- 1988 — Перевал (мультфильм)
- 1989 — Узник замка Иф
- 1989 — Стереотипы (мультфильм)
- 1989 — Искусство жить в Одессе
- 2000 — В августе 44-го…

### Композиторская фильмография
- 1974 — Романс о влюблённых
- 1977 — Легенда о старом маяке (мультфильм)
- 1977 — Принцесса и Людоед (мультфильм)
- 1978 — Поговорим, брат…
- 1978 — Догони-ветер (мультфильм)
- 1978 — Алмазная тропа
- 1979 — Камертон
- 1979 — Охота (мультфильм)
- 1980 — Бумеранг
- 1985 — Следствие ведут ЗнаТоКи. Пожар
- 1986 — В одну-единственную жизнь
- 1988 — Перевал (мультфильм)
- 1989 — Узник замка Иф
- 1989 — Рок и фортуна
- 1989 — Искусство жить в Одессе
- 1989 — Стереотипы (мультфильм)
- 2000 — В августе 44-го…

## Видеоклипы
| Год  | Название                  |
| ---- | ------------------------- |
| 1986 | «Я уже ни во что не верю» |
| 1987 | «Южная прощальная»        |
| 1987 | «Замыкая круг»            |
| 2007 | «Замыкая круг»            |

## Документальные фильмы
- 1979 — «Александра Пахмутова — „В песне жизнь моя…“» (к 50-летнему юбилею А. Пахмутовой)
- 1979 — «Подвиг. Шифр 12080»
- 1989 — «И не кончается строка» (цикл стихов В. Набокова, музыка А. Градского)
- 2012 — «Живая душа» (документальный фильм о творческом пути Александра Барыкина)
- 2014 — «Александр Градский. „Обернитесь!“» («Первый канал», документальный фильм к 65-летию А. Градского)[95][96]

## Общественная позиция
В 1992 году написал публицистическую статью «Голос из зрительного зала (Голос с галерки)», напечатанную в газете «Новый взгляд».
В 1993 году, во время весеннего политического кризиса в России встал на сторону президента РФ Б. Н. Ельцина в его противостоянии Верховному Совету, приняв участие в пропрезидентской кампании «Да—да—нет—да», приуроченной к апрельскому референдуму.
В 1990-е годы участвовал в передаче «Пресс-клуб», где высказывался на общественно-политические темы.
В 1999 году называл себя национал-патриотом и демократом.
В апреле 2000 года подписал письмо в поддержку политики недавно избранного президента России Владимира Путина в Чечне.

В последние годы принципиально не делал публичных заявлений о политике, объясняя это так:
Если у тебя есть хоть какой-то авторитет, если тебя кто-то любит, и какие-то люди считаются с твоим мнением, и ты об этом знаешь, то не очень корректно высказываться на темы, не имеющие отношения к музыке. Потому что люди, которые тебя любят, могут принять твоё высказывание за руководство к действию и автоматически за тобой последовать к этому мнению. Люди, которые тебя не любят, могут сделать: «А, этот сказал так? Значит, давайте наоборот думать!». И на них ты, получается, повлиял. То есть ты начинаешь принимать участие в обсуждении каких-то вещей, используя себя как певца, как человека, к которому прислушиваются, на совершенно другие темы. И ты как дурак себя должен чувствовать! Я бы себя чувствовал как дурак. То есть я на кого-то повлиял, а имею ли я право на кого-то влиять? Да никакого! В музыкальном отношении, в поэтическом отношении, в эстетическом отношении я уже сам по себе или влияю, или не влияю. И это моё право на существование как человека, скажем так, пытающегося самовыразиться в искусстве. А вот во всём остальном это будет просто некорректно с моей стороны, лучше этого никогда не делать.

## Награды и звания
- Заслуженный деятель искусств Российской Федерации (1997) — за заслуги в области искусства[103]
- Государственная премия Российской Федерации (1999) — в области эстрадного искусства (за концертную программу «Три часа живой музыки»)
- Народный артист Российской Федерации (1999) — за большие заслуги в области музыкального искусства[104]
- Народный артист Приднестровской Молдавской Республики (2014)[105][106]
- Премия Владимира Высоцкого «Своя колея» (2019) — за творческую бескомпромиссность и огромный созидательный талант, за служение добру и красоте[107].